# Liva
Liva est un groupe de heavy metal canadien, originaire de Sherbrooke, au Québec. Il se distingue par son mélange de heavy metal et de musique classique, ainsi que par ses textes en latin.

## Biographie
Liva est formé en 1997 à Sherbrooke, au Québec. Le groupe se distingue par son mélange de heavy metal, de musique classique et d'opéra,.
En 2000, le groupe efefctue un concert aux côtés de Voivod à leur tournée nord-américaine. En 2001, Liva produit sa première démo, Éponyme, qui ne contient que quatre chansons et dont le but est de faire connaître le groupe aux compagnies de disques. Plus de 700 copies de cet album sont vendues. En 2002, leur premier album studio, Requiem, est publié. Il s'agit d'un requiem orienté heavy metal composé par Pier Carlo Liva. L'album est intégralement écrit en latin, et contient des éléments de black metal, power metal, death metal, et thrash metal,. Le 6 septembre 2003, Liva assure la première partie du spectacle de Nightwish au Medley à Montréal. 
Le 2 juin 2007, à Sherbrooke, Liva publie son troisième album studio, De Insulis. En octobre 2008, le groupe est annoncé à la salle Le Tremplin (97, rue Wellington Sud) de Sherbrooke. Le batteur Sébastien Breton donne son dernier concert avec le groupe le 26 juillet 2009.
En 2013, le groupe recrute de nouveaux membres, après le départ de Sébastien Breton et Simon Roy-Boucher : le bassiste Félix Lampron-Dandonneau et le batteur Martin Plante. En décembre 2013, Liva lance son prochain album, Human Abstract, celui-ci en anglais où les textes sont inspirés de poètes tels William Blake, Robert Frost et Emily Brontë,. Une vidéo lyrique de la chanson Desert Places, issue de l'album, est également publiée.

## Membres

### Membres actuels
- Pier Carlo Liva - composition, chant, guitare (depuis 1997)
- Catherine Elvira Chartier - chant, alto électrique (depuis 1997)
- Félix Lampron-Dandonneau – basse
- Martin Plante – Drums

### Ancien membre
- Sébastien Breton - batterie (1997-2009)
- Simon Roy-Boucher - basse

## Discographie
- 2001 : Éponyme (démo)
- 2002 : Requiem
- 2007 : De insulis
- 2013 : Human Abstract